# Dreams Come True (canción)
«Dreams Come True» es una canción grabada por el grupo femenino surcoreano S.E.S. para su segundo álbum de estudio, Sea & Eugene & Shoo. La canción es un cover del sencillo «Rakastuin mä looseriin» (1996) del grupo finlandés Nylon Beat. Fue compuesta originalmente por el productor finlandés Risto Asikainen, mientras que Yoo Young-jin compuso la versión coreana, siendo su letra traducida por Yoo junto con Bada.

## Antecedentes
«Dreams Come True» es un cover de «Rakastuin mä looseriin» (1996) del grupo finlandés Nylon Beat. Se ha descrito como una canción de dance suave con un ritmo de sintetizador de los años 80, que utiliza hooks de flauta y frases vocales suaves. SM Entertainment obtuvo la licencia de la canción de los compositores originales y la reprodujo agregando voces coreanas, nuevos sonidos y partes arregladas en el último tercio de la canción. El instrumental —a excepción de las partes añadidas— sigue siendo idéntica a la original y conserva la estructura melódica y armónica.
El 11 de noviembre de 2021, el vídeo musical fue remasterizado y subido en el canal de YouTube de SM.

## Presentaciones de otros artistas
El 27 de febrero de 2009, las integrantes Taeyeon, Sunny, Yuri y Seohyun de Girls' Generation realizaron un cover de «Dreams Come True» durante la sección Music Bank History del episodio 500 de Music Bank. El 12 de septiembre de 2015, Sonamoo un cover en Show! Music Core. Durante el festival 2018 SBS Gayo Daejeon, Irene, Seulgi y Joy de Red Velvet y Momo, Chaeyoung y Tzuyu de Twice realizaron juntas un cover de «Dreams Come True» para el vigésimo aniversario del sencillo.

## Recepción
«Dreams Come True» alcanzó los primeros lugares en varios programas musicales surcoreanos durante su promoción. En 2021, «Dreams Come True» ocupó el puesto 86 en la lista del sitio Melon y el periódico Seoul Shinmun de las 100 mejores canciones de K-pop de todos los tiempos.
| Programa           | Fecha                  |
| ------------------ | ---------------------- |
| Music Bank de KBS2 | 8 de diciembre de 1998 |
| Music Bank de KBS2 | 5 de enero de 1999     |
| Music Bank de KBS2 | 19 de enero de 1999    |
| Inkigayo de SBS    | 10 de enero de 1999    |
| Music Camp de MBC  | 23 de enero de 1999    |

## Versión de Aespa
«Dreams Come True» fue regrabada por el grupo femenino Aespa y lanzada por SM Entertainment el 20 de diciembre de 2021, como parte del Remastering Project de SM y como el sencillo principal del álbum 2021 Winter SM Town: SMCU Express. La cantante BoA participó en la producción, coreografía y aspectos visuales de la canción. Posteriormente, la canción se incluyó en el segundo EP del grupo, Girls, lanzado el 8 de julio de 2022.

### Antecedentes
«Dreams Come True» fue originalmente grabado y lanzado por S.E.S. en 1998, convirtiéndose en un sencillo de su segundo álbum de estudio, Sea & Eugene & Shoo. El 4 de noviembre de 2021, SM Entertainment anunció que Aespa lanzaría un remake de «Dreams Come True», que sería lanzado en diciembre. El grupo también grabó su nuevo vídeo musical, como parte del Remastering Project de la agencia, donde los grupos más nuevos realizarán remakes de los antiguos grupos. El 11 de diciembre de 2021, se reveló que la canción y el videoclip se lanzarían el 20 de diciembre de 2021, como parte del proyecto. La integrante de Aespa, Giselle, reveló que «el grupo trató de agregar [sus] propios colores a la canción original».

### Composición
La letra de fue escrita por Risto Armas Asikainen, Choi Sung-hee, Yoo Young-jin, BoA y producida por los dos últimos con Shaun Kim y BXN. La canción es principalmente una canción pop «nítida» con una fuerte influencia de elementos trap y hip hop. Líricamente, la única diferencia entre las dos versiones es que la del grupo presenta un nuevo verso: «Yeah, get it on nah Get it on nah/Let’s bring back to Nineties». La energía juvenil y el estilo contemporáneo del remake se «agregan para construir un paisaje sonoro que rinde homenaje al arte de S.E.S al mismo tiempo que muestra la destreza vocal del grupo». Clash describió el remake como «una reinvención emocionante» con un coro «brillante» y elementos pop y hip-hop «nítidos» añadidos a su producción.

### Vídeo musical
Un videoclip se subió al canal de YouTube de SM junto con el lanzamiento de la canción. El vídeo fue precedido por un teaser, que fue lanzado a través de la misma plataforma un día antes. El visual «de otro mundo» combina la estética de ensueño del vídeo original con el estilo vanguardista y futurista de Aespa. En el vídeo, el grupo está bailando la coreografía de la canción desde una gran habitación teñida de púrpura llena de flora extraterrestre hasta un espacio contemporáneo de estilo callejero. Más adelante, en otra escena, se ve a Aespa en una enorme plataforma con diseño de rascacielos junto con proyecciones de sus avatares. Se han conservado las mariposas y alas holográficas del vídeo original.
Divyansha Dongre de Rolling Stone India describió los sets del vídeo como «futuristas y extravagantes». Gladys Yeo de NME escribió que la nueva temática combina la «estética de ensueño» del vídeo original con «el propio estilo vanguardista y futurista» de Aespa. Escribiendo para Clash, Robin Murray destacó el «vídeo estrechamente coreografiado» por su «flora alienígena» que rodea al grupo.

### Lista de canciones
- Descarga digital / streaming[20]

1. «Dreams Come True» – 3:24
2. «Dreams Come True» (Instrumental) – 3:24

### Historial de lanzamiento
| Región | Fecha                   | Formato(s)                  | Discográfica(s)           |
| ------ | ----------------------- | --------------------------- | ------------------------- |
| Varios | 20 de diciembre de 2021 | Descarga digital, streaming | SM Entertainment, Dreamus |